# Farmors juläpple
Farmors juläpple är en medelstor äppelsort. Skalet är mestadels rött, fruktköttet vitt med röda strängar. Sötsyrligt äpple till smaken, svag arom. Farmors juläpple passar både som ätäpple som att användas i köket.
Detta äppelträd är starkväxande och bildar en bred krona. Härdighet zon I-V. Pollineringssorter: Transparente blanche